# 沃尔特水库
沃尔特水库或沃爾特湖（英語：Lake Volta）位于加纳沃尔特河的下游，是目前世界上最大的人工湖，北达塔马利市，南至阿科松博大坝，总面积8,502平方千米，比埃及的納賽爾水庫大3,234平方千米。水库於1965年阿科松博大坝啟用而形成，当时有大約7万8千名居民被疏散到集水區之外的城镇。
2006年4月9日，一艘客轮在沃尔特水库上沉没，约120人罹难。

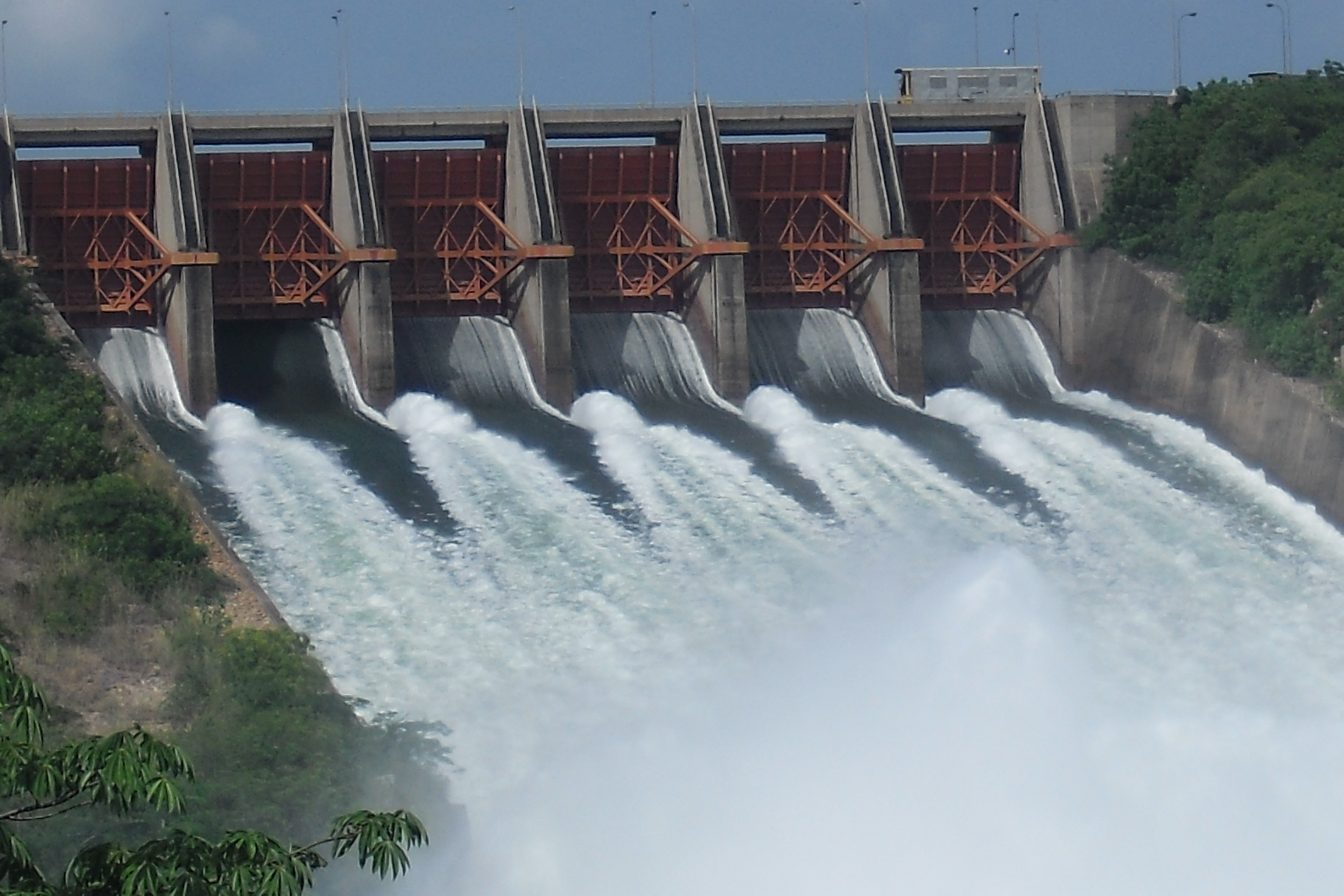
阿科松博大坝